# Damian (koptyjski patriarcha Aleksandrii)
Damian z Aleksandrii (ur. ? w Syrii – zm. 15 czerwca 605 w Egipcie) patriarcha (papież) Koptyjskiego Kościoła Ortodoksyjnego. 
Damian Pochodzi z Syrii. Został mnichem we wczesnych latach jego życia i spędził szesnaście lat na egipskiej pustyni Scete, gdzie został wyświęcony na diakona w klasztorze św. Łokietka. Następnie udał się do klasztoru niedaleko Aleksandrii i kontynuował praktykowanie ascezy. 
Kiedy patriarcha Piotr IV został intronizowany na Stolicy św. Marka, uczynił Damiana prywatnym sekretarzem, podczas którego Damian zyskał wielkie uznanie za jego dobroć. Po śmierci Piotra w 569 r. biskupi jednogłośnie zgodzili się na wyświęcenie go na patriarchę. Oprócz pastorowania kościoła napisał wiele listów i dyskursów, w tym potwierdzając poglądy miafizytów. Panował przez prawie trzydzieści sześć lat.